# Szinpetri
Szinpetri is een plaats (község) en gemeente in het Hongaarse comitaat Borsod-Abaúj-Zemplén. Szinpetri telt 249 inwoners (2001).